# Stavanger Station
Stavanger Station (Stavanger stasjon) er en jernbanestation i Stavanger i Norge, der er endestation for Sørlandsbanen og den del af den, der hedder Jærbanen. Stationen ligger 598, 70 km fra Oslo, 5,3 meter over havet. Området hvor stationsbygningen ligger hed oprindeligt Adamsmarken og tilhører den centrale bydel Kannik.
Stationen åbnede i 1878, da Jærbanen stod færdig. Stationsområdet bestod da af et vandtårn, som forsynede togene med vand fra Kannikbekken, og et kullager. De stod ved siden af hinanden syd for jernbanesporet. Stationsbygningen var ikke stor men var dog udstyret med en perron med tag. Nord for sporet lå lokomotivremisen og værkstedsbygningen. Godstrafikken gik til torvet i Stavanger, hvor der var en godsstation.
I 1944 blev Sørlandsbanen fra Oslo via Kristiansand forlænget frem til Stavanger, idet Jærbanen kom til at indgå i den. Der er bygget ny større stationsbygning, som indeholder venterum, billetkontor, kiosk, opbevaringsbokse og spisested. Desuden er der en busterminal ved stationen, mens båd- og færgehavn ligger i gangafstand.